# Radisson Hotels & Resorts

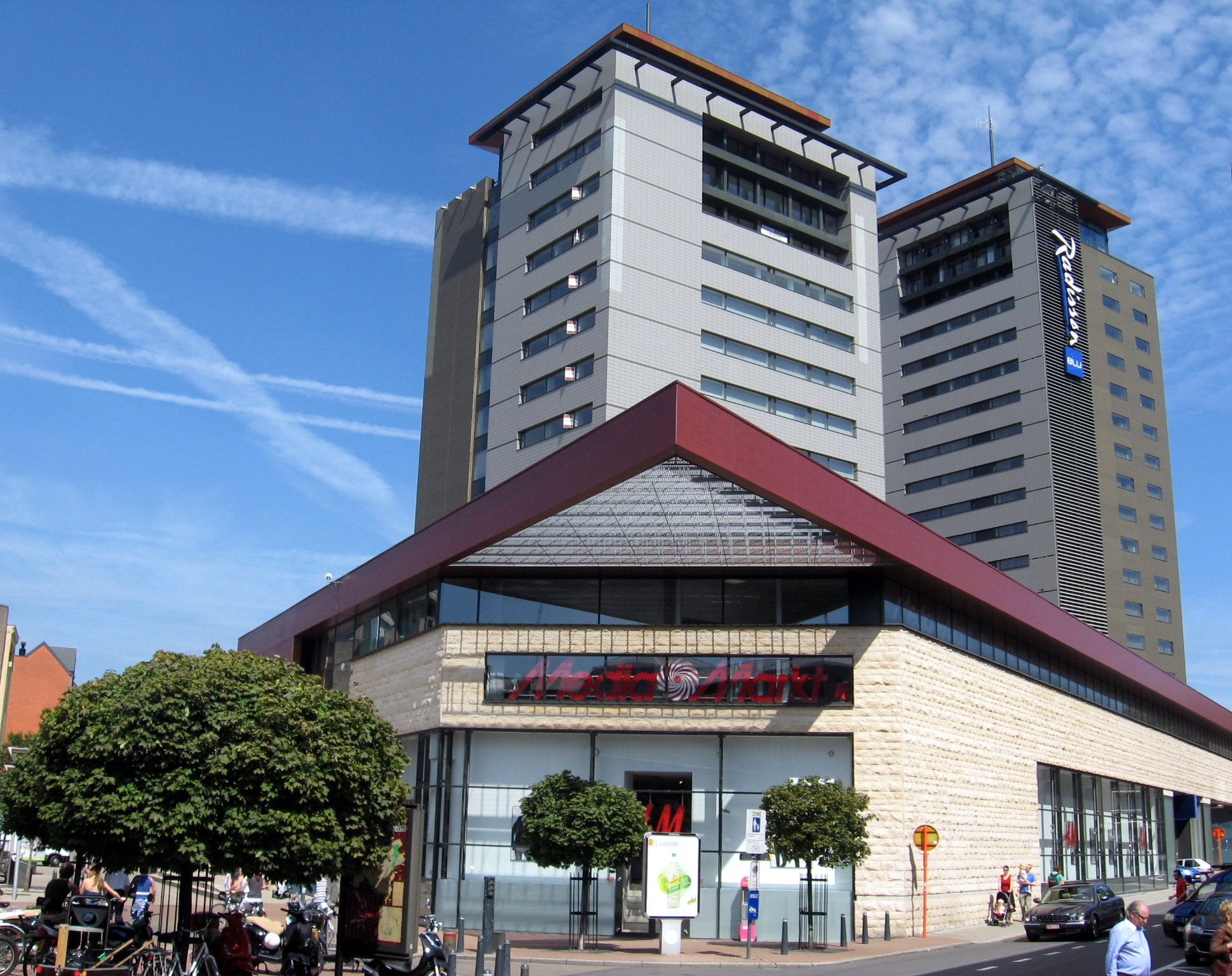
Het Radisson Blu-hotel in Hasselt in 2011

Radisson Hotels & Resorts is een internationale hotelketen. Het beheert meer dan 1100 hotels in 101 landen. De meeste hotels van de groep zijn gevestigd in de Verenigde Staten.
Het eerste Radisson-hotel werd in 1909 geopend in Minneapolis en is vernoemd naar de Franse ontdekkingsreiziger Pierre-Esprit Radisson. In 1962 kocht Curt Carlson de hotelgroep en tegenwoordig tot juni 2022 was deze nog steeds eigendom van Carlson Companies. Toen nam Choice Hotels de keten namelijk voor $ 675 miljoen over.

## Merknamen

### Radisson Blu
Radisson Blu, het voormalige Radisson SAS, is een merknaam voor de hotels buiten de Verenigde Staten. Ze worden echter niet beheerd door Radisson zelf, maar door de Belgische Rezidor Hotel Group onder een groot franchise-contract met Carlson Companies.
Carlson en de SAS Groep waren eigenaren van de Redizor Hotel Group, maar op 28 november 2006 deed SAS haar resterende aandelen van de hand en ging Rezidor naar de beurs. Sinds 5 februari 2009 dragen de hotels de nieuwe naam vanwege het uittreden van SAS.
Ook Park Inn hotels behoort tot de Radisson-groep.

### Radisson Edwardian
Radisson Edwardian is een merknaam voor een groep luxehotels in het Verenigd Koninkrijk. De dertien hotels zijn alleen in Londen en Manchester te vinden.

## Incidenten
In de vestiging van Radisson in de hoofdstad van Mali, Bamako, vond op 20 november 2015 een gijzeling plaats waarbij uiteindelijk 21 doden vielen. De verantwoordelijkheid voor de gijzeling werd opgeëist door Al-Mourabitoun.
Rond kwart voor zes 's ochtends op 16 december 2022 barstte de in 2003 geopende AquaDom in de Berlijnse vestiging. Dit bracht grote schade aan aan het hotel, het daaronder gelegen DDR-museum en omliggende straten. Het was het grootste vrijstaande aquarium ter wereld en had in het midden een transparante lift die toeristen zes verdiepingen naar boven bracht. Het aquarium kostte € 12,8 miljoen en bevatte circa 1 miljoen liter zout water. Er werd zelfs seismologische activiteit gemeten n.a.v. de barsting.